# Ashton Gate
Het Ashton Gate Stadium is een stadion in de wijk Ashton Gate van de Engelse stad Bristol. Het stadion dient als thuisbasis voor de voetbalclub Bristol City. Het stadion heeft 27.000 zitplaatsen bij sportwedstrijden en 32.000 plaatsen bij concerten.

## Tribunes
Het Ashton Gate Stadium heeft vier tribunes:
- De Wedlock Stand aan het zuidoostelijke einde van het veld werd gebouwd in 1928 en tot een zittribune omgebouwd in 1990. Deze tribune wordt gebruikt om fans van het uitspelende team te huisvesten.
- De Williams Stand aan de zuidwestelijke zijde van het veld werd gebouwd in 1958.
- De Dolman Stand aan de noordoostelijke zijde van het veld werd gebouwd 1970. In 2007 werden de originele houten stoeltjes door plastic exemplaren vervangen.
- De Atyeo Stand werd in 1994 in de plaats van een open tribune gebouwd.

## Toekomst
Vanaf 2005 waren er plannen om de oudste tribune, de Wedlock Stand, ingrijpend te verbouwen. Deze plannen werden echter steeds uitgesteld. In 2007 werden plannen van Bristol City bekendgemaakt om naar een volledig nieuw stadion te verhuizen, dat aan het begin van het seizoen 2011/2012 klaar moet zijn.